# Kim Jung-su
Kim Jung-su (* 7. Juli 1981) ist ein südkoreanischer Skeletonpilot und Bobfahrer.
Kim Jung-su lebt in Gangwon-do. Er fährt Skeleton seit 2006 und gehört seit dem Jahr auch dem Nationalkader Südkoreas an. Im November des Jahres fuhr er in Igls sein erstes internationales Rennen im Skeleton-Europacup und wurde 45. Im Januar 2007 fuhr er als Zehnter erstmals unter die besten Zehn. Seit Januar 2008 fuhr Kim vor allem im Skeleton-America’s-Cup. Bestes Resultat ist in dieser Serie bislang ein elfter Rang im November des Jahres in Calgary. In Igls startete Kim im Dezember 2008 erstmals in einem Rennen des Skeleton-Weltcup und wurde dort 27.
Kim ist seit er Skeleton betreibt auch als Anschieber im Bob von Kang Kwang-bae aktiv. Im Europacup ist sein bestes Resultat im Zweierbob bislang Rang 27 (Dezember 2007 in Königssee), im Vierbob 38 (November 2007 in Igls). Im Rahmen des America’s Cup kommt er auf Platz drei (Januar 2008 in Park City) im Vierer und neun im Zweierbob (Oktober 2008 in Park City) als beste Ergebnisse. Bei der Bob-Weltmeisterschaft 2008 in Altenberg erreichte der Viererbob Südkoreas mit Kim den 22. Rang. Mit dem Viererbob debütierte das südkoreanische Team im November 2008 in Winterberg im Bob-Weltcup und wurde 25.